# カヴァティーナ (サン＝サーンス)

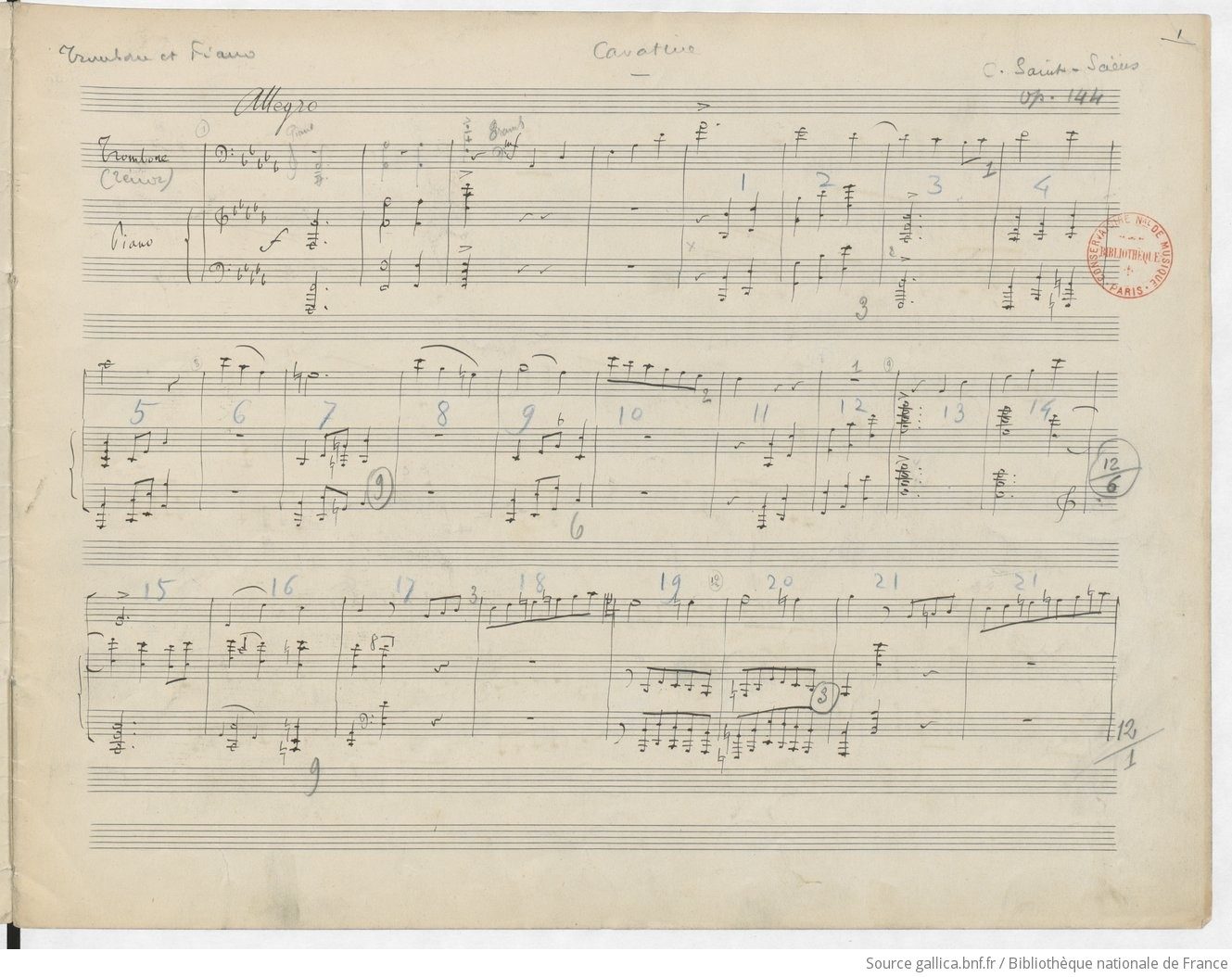
自筆譜の最初のページ。

トロンボーンとピアノのためのカヴァティーナ 作品144 は、カミーユ・サン＝サーンスが1915年に作曲した室内楽曲。曲はトロンボーン奏者で1915年のサンフランシスコ万博の音楽監督を務めたジョージ・W・スチュワートへ捧げられた。サン＝サーンスは同万博で複数の演奏会に出演していた。彼が米国からパリの自宅へ戻ってすぐに書き上げられた本作は、トロンボーンの抒情的、声楽的な特性を披露する楽曲となっているが、奏者には高い技術が求められる。本作はスチュワートから好評を持って迎えられ、以降トロンボーンの独奏曲として屈指の人気作となっている。

## 来歴
1915年の本作の誕生には、サン＝サーンスがサンフランシスコで行われた万国博覧会に出席したことが関わっている。彼は7週間を万博で過ごし、自作のみで構成された3つの演奏会で指揮を行った。その中で、この機会に合わせて作曲された管弦楽曲『カリフォルニア万歳!』も披露されている。万博における音楽イベントを取り仕切ったのは、かつてボストン交響楽団に所属していた熟練のトロンボーン奏者であるジョージ・W・スチュワートであった。スチュワートは1904年のセントルイス万国博覧会でも音楽関係の出し物の立案に携わっていた。
サン＝サーンスがこの旅を成功裏に終えたこと、そしてスチュワートと良好な関係性が築かれたことで、スチュワートの楽器のために楽曲を制作して謝意を表したいという発想が彼に生まれたものとみられる。サン＝サーンスは7月9日にサンフランシスコを後にして、7月17日にニューヨークよりフランスへ向けて出港した。パリへ戻った彼はすぐさま本作の作曲に着手し、8月初旬に完成させている。1915年8月7日付でスチュワートへ宛てて送られた書簡には次のように書かれている。「ニューヨークでも、船中でも、ボルドーでも、お約束した作品を書くことはできませんでした。ですが、帰宅後すぐ、真っ先に取り掛かったのがこの作品です。曲は今から貴方の許へ向かう長い旅路に出ねばなりません。現在は写譜屋の手許にあります。月末までには貴方の許へ届きますよう願っております。」
サン＝サーンスは写譜を受け取った後、スチュワートへ発送するに先立って敬意の印として自らのサインを書き入れた。楽譜を受け取ったスチュワートはサン＝サーンスへ熱烈な感謝の意を伝える電報を送信した。「カヴァティーナに計り知れぬ歓びを得ております。かつてトロンボーンのために書かれた中で最も美しい楽曲であることに疑問の余地はありません。」サン＝サーンスは当時トロンボーンの独奏曲が少ない状況であったことに触れ、出版社に対して自分への皮肉としてこう述べている。「ご存じの通り、隻眼の者が盲人の国で王たることは容易ですからな!」
自筆譜は1915年10月のデュラン社からの出版に際し、彫師用の譜面として用いられた。本作がサン＝サーンスの生前に演奏されたかどうか、また献呈を受けたスチュワートが本作を公開演奏したかどうかはわかっていない。しかし、1922年にパリ音楽院において前年にこの世を去ったサン＝サーンスの栄誉を称えて本作が試験の課題曲に採用されており、同年7月24日に公開で行われた試験が曲の初演となった可能性もある。

## 楽曲構成
カヴァティーナというタイトルは短く簡素なオペラのアリアを意味しており、意図的に声楽曲が想起されるようになっている。冒頭の三和音によるアルペッジョとスケールこそ器楽的な性質を帯びるものの、サン＝サーンスは曲中を通して抒情的なカンタービレを前面に打ち出しており、トロンボーンの声楽的な特性が輝くようにしている。
Allegro 3/4拍子 変ニ長調 - Andantino ホ長調 - Allegro 変ニ長調
2小節先行するピアノに続いてトロンボーンが入ってくる（譜例1）。上昇、下降の音階、アルペッジョ、同音反復などの技巧が盛り込まれる。
譜例1
中間部では速度を落として旋律が紡がれる（譜例2）。ピアノは自由に伴奏を行っていく。
譜例2
次第に速度を速めて譜例1の再現となり、最後は音量を高めて華々しく終結する。演奏時間は約5分。
曲は使用される音域の点で難渋である。音の幅はA♭1からd♭2に及び、後者は曲の最後の音として一度だけ現れるもののa♭1で代替可能と示されている。高音域の難度は高くなっているが、当時の管弦楽曲での使用音域に照らして普通でないというほどではない。サン＝サーンス自身も『死の舞踏』や交響曲第3番でみられるように管弦楽曲では日常的に第1、第2トロンボーン奏者にa1やb♭1を書いており、交響曲第1番の終楽章では第1トロンボーン奏者にc2を要求している。

## 評価
本作がパリ音楽院でトロンボーンの講座の試験課題曲に選ばれた1922年には、パリの音楽評論家たちは本作をよく知らなかった。技術的に困難であり、トロンボーンパートがしばしば大変な高音域を用いることから、試験官のひとりはこの作品が過去の試験曲だと考えたほどであった。作曲時点からトロンボーンの独奏曲の数は充実してきてはいるものの、本作はこの楽器の屈指の人気演奏曲としてその地位を保っている。本作は「トロンボーンがその声楽的特性で本領を発揮するのを手助けする」のである。